# Lee Majors

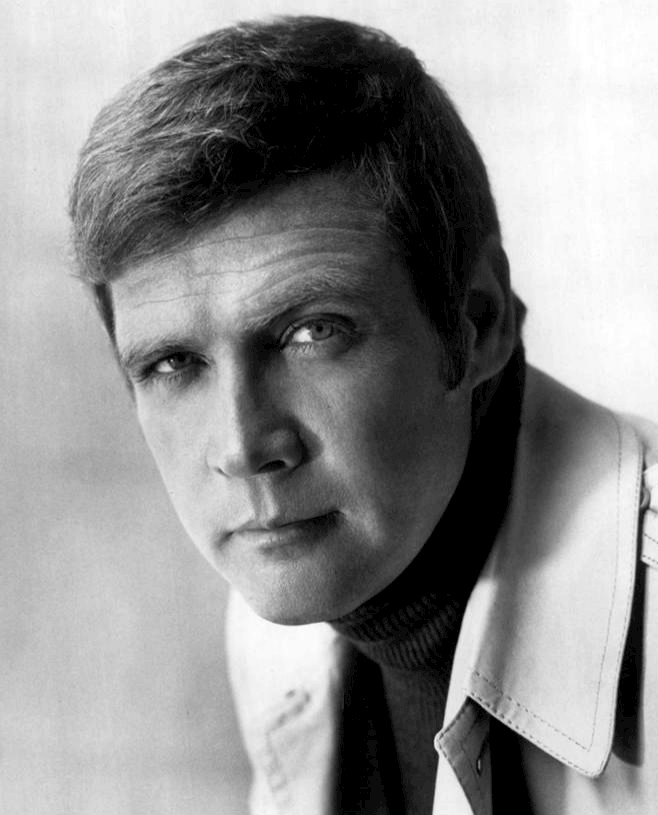
Lee Majors en 1973

Lee Majors, nacido Harvey Lee Yeary (Wyandotte, Míchigan, 23 de abril de 1939), es un actor estadounidense. Es famoso por su papel de Steve Austin en la serie The Six Million Dollar Man (transmitida entre 1973 y 1978) conocida en Hispanoamérica como El hombre nuclear y también por la interpretación de Colt Seavers en la serie de televisión de acción The Fall Guy de 1981 a 1986. Estuvo casado con la actriz Farrah Fawcett una de las protagonistas de Los Angeles de Charlie.

## Primeros años
Nació en Wyandotte, Michigan, un suburbio de Detroit. Sus padres, Carl y Alice Yeary, murieron en accidentes separados (antes de su nacimiento y cuando tenía un año, respectivamente). A los dos años, Majors fue adoptado por sus tíos y se mudó con ellos a Middlesboro, Kentucky.
Intentó convertirse en jugador profesional de fútbol americano, pero sufrió una grave lesión en la espalda que lo dejó paralizado durante dos semanas y con esta lesión, terminó su carrera deportiva en la universidad. Después de su lesión, centró su atención en la actuación. Descartó una invitación de St. Louis Cardinals y se mudó a Los Ángeles, California, donde estudió actuación con Dick Clayton (manager de James Dean entre otros). Tomó el nombre artístico de Lee Majors como un homenaje al héroe de su infancia, Johnny Majors, jugador y entrenador de la Universidad de Tennessee, a quien Harvey conoció mientras practicaba aquel deporte.

## Trayectoria

### Comienzos
Al principio Majors tuvo algunos papeles sin gran importancia, hasta que protagonizó la serie The Big Valley, conocida en América Latina como Valle de pasiones donde desplazó en el casting al propio Burt Reynolds. También trabajó en The Virginian y Owen Marshall. Este último papel le abrió la puerta a su más recordado personaje.  

### El Hombre Nuclear
El coronel de la USAF Steve Austin, un astronauta y piloto de pruebas que intenta salvar una aeronave experimental (Martin Marietta X-24), termina estrellándose. Los médicos deben amputarle ambas piernas y el brazo derecho, además pierde la visión del ojo izquierdo. Pero la agencia gubernamental O.S.I. que trabajaba en el desarrollo de un proyecto secreto llamado Biónica, toma a Steve como sujeto de prueba y reemplaza sus miembros perdidos por partes cibernéticas que tienen un costo de seis millones de dólares (de ahí el nombre de la serie), reclutándolo para complejas misiones que solo son posibles gracias a sus nuevas habilidades y fuerza. The Six Million Dollar Man, una película de televisión de 1973 transmitida por la ABC, se convirtió en una serie semanal en 1974, pasando a ser un éxito internacional en más de 70 países, y convirtiendo a Majors en un ícono pop a nivel mundial.  
Los personajes Steve Austin y Jamie Sommers (La mujer biónica) obtuvieron el puesto número 19 en la lista de TV Guide de las "25 mejores leyendas de ciencia ficción" (número del 1 de agosto de 2004). En noviembre de 2010, Time Life lanzó un conjunto de 40 DVD con cada episodio y escenas adicionales del programa.

### Otros papeles
Luego de aquel éxito, Majors filmó The Fall Guy (Profesión Peligro) en 1987. También participó con éxito en la serie de televisión "Raven" y como el abuelo Max en la película Ben 10: Carrera contra el tiempo. 
También participó en algunos capítulos de la última temporada de la serie Tour of Duty, encarnando el papel del soldado "Pop". Luego de Fall Guy, tuvo apariciones esporádicas en cine y televisión con resultados desiguales; lo más destacado fueron las tres películas con Lindsay Wagner, la actriz de The Bionic Woman, en las que se reencontraron para cerrar la historia de sus míticos personajes.

## Vida sentimental
Lee Majors estuvo casado con Kathy Robinson entre 1961 y 1964, con quien tuvo su primer hijo, Lee Jr.
Años más tarde, se casó con Farrah Fawcett, la famosa actriz de Los ángeles de Charlie, entre 1973 y 1982, con quien no tuvo hijos. 
Más tarde se casó con la modelo Karen Vélez entre 1988 y 1994, con quien tuvo tres hijos, Nikki, Dane y Trey.
Por último, se casó en 2002 con la actriz Faith Noelle Cross.

## Filmografía

### Cine y televisión
- Strait-Jacket (1964)
- The Big Valley (1965, serie de televisión)
- Will Penny (1968)
- The Ballad of Andy Crocker (1969, película para televisión)
- The Liberation of L.B. Jones (1970)
- Weekend of Terror (1970, película para televisión)
- Francis Gary Powers: The True Story of the U-2 Spy Incident (1976, película para televisión)
- The Six Million Dollar Man (1973-1978, serie de televisión)
- Just a Little Inconvenience (1977, película para televisión)
- The Norseman (1978)
- Killer Fish (1979)
- Steel (1979)
- Agency (1980)
- High Noon, Part II: The Return of Will Kane (1980, película para televisión)
- The Last Chase (1981)
- Circle of Two (1981)
- The Fall Guy (1981, serie para televisión)
- Starflight: The Plane That Couldn't Land (1983)
- The Cowboy and the Ballerina (1984, película para televisión)
- A Smoky Mountain Christmas (1986, película para televisión)
- Scrooged (1988)
- The return of the six millon dolar man and the bionic woman (1989 película para televisión)
- Keaton's Cop (1990)
- Fire: Trapped on the 37th Floor (1991, película para televisión)
- Raven (1992)
- The Cover Girl Murders (1993, película para televisión)
- Trojan War (1997)
- Musketeers Forever (1998)
- Primary Suspect (2000)
- Out Cold (2001)
- Big Fat Liar (2002)
- Arizona Summer (2004)
- When I Find the Ocean (2006)
- Waitin' to Live (2006)
- The Brothers Solomon (2007)
- Community - Almirante Lee Slaughter - Primera temporada (2010)
- Jerusalem Countdown (2011)
- Do You Believe? (2015)
- Ash vs. Evil Dead - Brock Williams - Segunda temporada (2016)
- Fuller House - James - Cuarta temporada (2018)